# Pietro Antonio Corte
Pietro Antonio Corte (San Michele Mondovì, 25 maggio 1804 – Torino, 11 settembre 1876) è stato uno storico della filosofia italiano.

## Biografia
Fratello di Giuseppe Antonio, insegnò Filosofia teoretica nell'Università di Torino, divenendo l'esponente più in vista dell'orientamento rosminiano nel Piemonte. I suoi Elementa philosophia theoreticae, pubblicati nel 1837, furono il primo manuale filosofico scritto secondo il sistema di Rosmini. Il loro successo spinse l'autore a ripubblicarli con il nuovo titolo: Elementa logicae et metaphysicae, Torino 1838. Seguì la versione in italiano destinata agli studenti delle scuole secondarie. Gli Elementi di Filosofia ad uso degli studenti delle scuole secondarie ebbero varie riedizioni ed aggiustamenti. In uno di questi adattamenti comparve anche un'edizione in due volumi con una sezione dedicata alla storia della filosofia: Torino 1854 (il compendio di storia della filosofia era alle pp. 199-316). Morì nel 1876.

## Opere
1837 - Elementa philosophiae theoreticae, Favale, Torino 1837, 264 pp.
1837 - Dei miei «Elementi di filosofia teoretica», «Annotatore piemontese», settembre-ottobre 1837.
1838 - Elementa logicae et metaphysicae, ex Typ. Josephi Favale, Taurini 1838, 172 pp.; editio altera adnotationibus aucta et emendata, ivi 1841, 208 pp.; 18443; 18464.
1846 - Logicae generalis et metaphysices elementa, Favale, Taurini 1846, 226 pp.; editio altera: ivi 1849, 240 pp.
1851 - Elementi di Filosofia ad uso degli studenti delle scuole secondarie. Antropologia in servizio della logica e della scienza morale, Logica, Metafisica, Favale, Torino 1851, pp. 304; 2 voll., ivi 1853-18542, Vol. I: Logica e metafisica, Vol. II: Etica e storia della filosofia [Compendio di storia della filosofia: pp. 199-316]; ristampa: Rondinella, Napoli 1856 [Compendio di storia della filosofia: pp. 183-292]; Favale, Torino 18553, 320 pp.; 2 voll., 18624; 18705; 18746; 18777; 18858.
1852 – Elementi di etica compendiati. Ad uso degli studenti delle scuole secondarie, Favale, Torino, 239 pp.
1870 - Primi elementi di antropologia e di scienza morale in servigio delle scuole normali primarie e delle famiglie cristiane, Favale, Torino 18702, 238 pp.
1874-1875 - Elementa philosophiae in usum Seminariorum, 3 voll., Marietti, Torino.
1875 – I rosminiani secondo l'«Osservatore cattolico», «Gazzetta piemontese», n. 101. Estr.: Favale, Torino 1876, 11 pp.
1876 – L'Osservatore cattolico e la Civiltà cattolica. Trilogia, Favale, Torino, 102 pp.
1876 – I punti fondamentali del sistema filosofico del Rosmini. Discussi e dichiarati per servire all'intelligenza del «Nuovo saggio sull'origine delle idee», Favale, Torino, VIII-350 pp.
1876 – Ermeneutica della «Civiltà cattolica», Favale, Torino, 45 pp.

### Scritti critici
Allievo, G., Rec. di P. A. Corte, Elementi di logica e metafisica ad uso degli studenti di filosofia nelle scuole secondarie, Torino 18553, «Riv. cont.», III, 1855, vol. IV, pp. 398-404.
Allievo, G., Osservazioni [alla lettera di P. A. Corte sui suoi Elementi di Filosofia], «Campo», 1870, vol. VI, pp. 553-557.
Breve notizia della vita e degli scritti del professore Pietro Antonio Corte, «Annuario Università di Torino», 1876-1877.
Giudice, P.F., Osservazioni critiche a «Elementi di metafisica» di P.A. Corte, «L'Espero», 1842, nn. 45-46.
Liberatore, M., Rec. di P. A. Corte, Logica, Metaphisica, Ethica. In usum Seminariorum, Torino 1875, CC, XXVI, s. IX, 1876, vol. IX, pp. 58-63.
Rec. di P. A. Corte, Elementi di Filosofia, Torino 1853-18553, «Riv. cont.», 1854-1855, vol. II, pp. 139-157.